# PWS-19
PWS-19 – polski samolot rozpoznawczo–bombowy. Zaprojektowany i zbudowany w 1931 roku w Podlaskiej Wytwórni Samolotów (PWS) w Białej Podlaskiej.

## Historia
Po zakończeniu w Podlaskiej Wytwórni Samolotów produkcji licencyjnego francuskiego samolotu Potez XXV, podjęła się ona opracowania nowoczesnego samolotu, który miał zastąpić samolot Potez XXV. Zadanie to powierzono pod koniec 1929 roku konstruktorom firmy inż. Zbysławowi Ciołkoszowi i inż. Antoniemu Uszackiemu.
W połowie 1930 roku zaprojektowali oni samolot rozpoznawczo-bombardujący oznaczony symbolem PWS-19. Samolot ten miał mieć dwie wersje: rozpoznawczą – PWS-19A2 i bombową – PWS-19B2. Do jego napędu użyto amerykańskiego silnika Pratt & Whitney Hornet T2. Dwa prototypy samolotu zostały ukończone na początku 1931 roku. Jeden z nich w kwietniu 1931 roku przeszedł udane próby statyczne. Drugi we wrześniu 1931 roku został oblatany na lotnisku w Białej Podlaskiej przez fabrycznego pilota Franciszka Rutkowskiego. Także ta próba była udana.
Prototyp samolotu PWS-19 miał na ówczesne czasy nowoczesną sylwetkę, dobrze opracowaną pod względem aerodynamicznym sylwetkę zastrzałowego górnopłatu. Był to również pierwszy samolot polskiej konstrukcji wyposażony w podwójne usterzenie pionowe, dzięki któremu uzyskano dobre pole ostrzału do tyłu, a pole martwe ostrzału wyniosło tylko 10%, półsfery zakreślonej przez lufę karabinu maszynowego umieszczonego w kabinie obserwatora. Kadłub miał konstrukcję kratownicową z rur stalowych. Był on oprofilowany drewnianymi podłużnicami i kryty płótnem. Tylko w przedniej części jego pokrycie stanowiła blacha duralowa. Z przodu kadłuba zamocowany był silnik gwiazdowy. Za nim, za ścianą ogniową, mieścił się awaryjnie wyrzucany zbiornik paliwa o pojemności 420 litrów. Dalej w kadłubie znajdowały się osłonięte z przodu wiatrochronem dwie odkryte kabiny – pierwsza pilota, druga – obserwatora. U spodu kadłuba za silnikiem umieszczono przednią komorę bombową, a pod kabiną pilota komorę tylną. Na końcu kadłuba zamontowano usterzenie z rurek stalowych, kryte płótnem. Usterzenie pionowe było podwójne, stateczniki poziome były podparte zestrzałami, można było je ustawiać w locie. Do umieszczonej na kadłubie wieżyczki wykonanej z rur stalowych przymocowano płat o kształcie prostokątno-trapezowym. Płat, posiadający w środkowej części przewężenie, miał konstrukcję drewnianą, dwudźwigarową i był kryty sklejką, a z wierzchu płótnem. Płat, pomimo swej lekkości miał niewystarczającą sztywność pokrycia, co spowodowało rozbicie maszyny podczas prób w locie. Płat podparto zastrzałami duralowymi w układzie litery „V”. Do spodu kadłuba przymocowane było podwozie stałe, główne o rozstawie 2,3 m, trójgoleniowe, z amortyzacją olejowo-powietrzną.
Wiosną 1932 roku prototyp samolotu PWS-19 przekazano do dalszych badań do Instytutu Badań Technicznych Lotnictwa w Warszawie. Po dokładnych jego badaniach i próbach fabrycznych prototyp PWS-19 zmodyfikowano, a dalsze próby wykazały dobre własności lotne. 17 marca 1933 roku w czasie kolejnej z prób na lotnisku mokotowskim w Warszawie, w czasie nurkowania samolotu nastąpiło odkształcenie skrzydła, w wyniku czego samolot przeszedł w lot odwrócony, po czym rozbił się o płytę lotniska. W wyniku wypadku zginął obserwator lecący samolotem, natomiast pilot doświadczalny, Kazimierz Kazimierczuk uratował się wyskakując ze spadochronem. Po tym wypadku zaniechano dalszych prac nad tym samolotem, szczególnie że w tym czasie bardzo zaawansowana budowa prototypu samolotu PZL 23 „Karaś”, który miał spełniać w lotnictwie polskim zadania samolotu rozpoznawczo-bombowego.
Zbudowano w sumie 2 prototypy samolotu PWS-19, z tym że tylko jeden był poddany próbom lotniczym.

## Użycie w lotnictwie polskim
Samolot rozpoznawczo-bombardujący PWS-19 nie był produkowany seryjnie, używano go wyłącznie do lotów próbnych i badań własności lotniczych. 

## Opis techniczny samolotu PWS-19
Samolot PWS-19 był dwumiejscowym samolotem rozpoznawczo-bombardującym, górnopłatem o konstrukcji mieszanej. Podwozie klasyczne – stałe. Napęd – silnik gwiazdowy, śmigło dwułopatowe drewniane.